# Mullanpur Garib Dass
Mullanpur Garib Dass (o Mullanpur Garibdas) è una suddivisione dell'India, classificata come census town, di 6.143 abitanti, situata nel distretto di Rupnagar, nello stato federato del Punjab. In base al numero di abitanti la città rientra nella classe V (da 5.000 a 9.999 persone).

## Geografia fisica
La città è situata a 30° 49' 08 N e 76° 44' 49 E.

## Società

### Evoluzione demografica
Al censimento del 2001 la popolazione di Mullanpur Garib Dass assommava a 6.143 persone, delle quali 3.282 maschi e 2.861 femmine. I bambini di età inferiore o uguale ai sei anni assommavano a 827, dei quali 439 maschi e 388 femmine. Infine, coloro che erano in grado di saper almeno leggere e scrivere erano 4.406, dei quali 2.484 maschi e 1.922 femmine.